# Tom Moulton
Thomas Jerome Moulton (29 de noviembre de 1940) es un productor de discos estadounidense y creador de la sección de descomposición, el remix y el formato de vinilo individual de 12 pulgadas.

## Vida y carrera
Nació en Schenectady, Nueva York, Estados Unidos, como el mayor de cinco hijos de padres que eran ambos músicos de jazz. Trabajó como modelo en las agencias Bookings y Ford antes de comenzar su carrera como productor. Antes de eso, había trabajado en la industria de la música, primero de niño a tiempo parcial en tiendas de discos, luego ocupó un puesto de ventas y promoción en King Records (de 1959 a 1961), y ocupó cargos similares en RCA y United Artists. Finalmente se fue debido a su disgusto por la deshonestidad de la industria. Su carrera musical se reanudó a fines de la década de 1960, con una cinta hecha a sí misma de canciones superpuestas creadas para el bar y restaurante de Fire Island llamado The Sandpiper.
Fue responsable del lado del primer álbum de mezcla continua, en el álbum de disco de Gloria Gaynor Never Can Say Goodbye, que le valió el título de "padre de la mezcla de discoteca". Entre algunos de sus otros éxitos en la mezcla de canciones están "Dirty Ol 'Man" de The Three Degrees, " MFSB presentando" Love Is The Message de "Three Degrees", " BT Express " " Do It (' Til You're Satisfied ), " The Trammps '" Disco Inferno, " The People's Choice, "Do It Any Way You Wanna", Andrea True " More, More, More" además de" Doctor Love "de First Choice, así como "Armed and Extremely Dangerous" y el álbum de Claudja Barry, The Girl Most Likely.
Entre 1977 y 1979, produjo los primeros tres álbumes de Grace Jones, que incluyen uno de los mayores éxitos de la cantante, su interpretación de "La Vie En Rose" de Édith Piaf.
El innovador trabajo de Moulton fue honrado en la ceremonia del Salón de la Fama de la Música de Danza de 2004 en la ciudad de Nueva York, cuando fue admitido por sus logros como remixer.Es el archivista oficial de los catálogos de música de Belén Jazz y Salsoul y ha supervisado toda la remasterización digital. A fines de 2006, Moulton volvió a mezclar los Brand New Heavies (con el sencillo de N'Dea Davenport) "I Don't Know (Why I Love You)".
Una mezcla de Tom Moulton se usó como título de una compilación de los remixes de Moulton en Soul Jazz Records. El sello británico Harmless Records ha lanzado álbumes de la obra de Moulton de canciones remezcladas originalmente emitidas en Filadelfia Internacional y otras marcas de Philly soul, principalmente durante los años 70.